# تبادل النساء
تبادل النساء هو عنصر من عناصر نظرية التحالف- وهي النظرية البنيوية التي أسسها كلود ليفي ستروس وغيره من علماء الأنثروبولوجيا الذين يرون أن المجتمع قائم على النظام الأبوي الذي يقتضي معاملة النساء كممتلكات تعطى لغيرهم من الرجال من أجل تقوية التحالفات. قد نرى هذا في مراسم الزفاف المسيحي التقليدية، حيث يقوم الأب بتسليم العروس إلى العريس.

## القرابة
قام «ليفي ستروس» بتحديد الفكر البِنيَوي للقرابة في دراسته الشاملة بعنوان (البُنى الأولية للقرابة) حيث جمع في هذه الدراسة بين أفكار «موس» عن أهمية الهدايا في المجتمعات البدائية ودور تحريم سفاح القربى في اللجوء إلى تبادل الأزواج من خارج المجموعات الأسرية التي تجمعها صلة قرابة وطيدة. يمتاز تبادل النساء الناتج بعدم التكافؤ حيث أن الرجال لديهم سلطة على النساء بينما لا تتمتع النساء بنفس السلطة. وتتيح البنية الاجتماعية الناتجة رؤية اضطهاد النساء بكونه تأسيس اجتماعي عوضا عن كونه واقع بيولوجي.

## الأبوية الإنجيلية
كان الرجال في الثقافة العبرية القديمة يرسخون علاقاتهم بغيرهم من الرجال ويتفاوضون عن طريق تبادل أقاربهم من الإناث. يمكننا أن نرى ذلك من خلال ما رُويَ في العهد القديم من قصص متفرقة في سفر يشوع وسفر القضاة وصموئيل وسفر الملوك.

## المعاملة الجنائية
قد يتم تبادل النساء على سبيل التعويض عن الدَّيْن أو الجريمة (كالقتل) في أفغانستان ومناطق نائية من باكستان. تعرف هذه العادة باسم السواره. يحرِّم هذا دستور باكستان بفرض عقوبة من 3 إلى 10 سنوات سجن ولكن لايزال التقليد قائما.

## في الفن
يظهر تبادل النساء لتقوية الروابط الذكورية كموضوع مشترك بين الروايتين: «جاتسبي العظيم» و«مدار الجدي». وأنتُقِد فيلم «عرض غير لائق» وغيره من الأفلام القائمة على فكرة مقايضة النساء لكونهم يروجون لهذه الفكرة.